# Werner Andreas Albert
Werner Andreas Albert (* 10. Januar 1935 in Weinheim; † 10. November 2019 in Brisbane) war ein deutscher Dirigent.

## Leben
Bereits als Zwölfjähriger spielte er im Posaunenchor an der Peterskirche Weinheim. Nach dem Studium von Geschichte, Musikwissenschaft und Schulmusik an der Universität Heidelberg sammelte Werner Andreas Albert von 1959 bis 1963 erste Erfahrungen in der Orchesterleitung als Hospitant bei den Berliner Philharmonikern unter Herbert von Karajan. Sein Debüt als Dirigent gab er 1961 beim Heidelberger Kammerorchester. Durch Vermittlung von Hans Rosbaud erhielt er 1963 eine Anstellung als Erster Kapellmeister der Nordwestdeutschen Philharmonie in Herford, wo er 1969 Nachfolger von Richard Kraus als Chefdirigent wurde.
1971 wurde er Chefdirigent des Orchesters der Gulbenkian-Stiftung. 1974 wechselte er in gleicher Position zu den Nürnberger Symphonikern. 
Von 1983 bis 1990 war Werner Andreas Albert Chefdirigent des Queensland Symphony Orchestra in Brisbane (Queensland), Australien. Zusätzlich wurde er 1993 zum Künstlerischen Berater des Queensland Philharmonic Orchestra ernannt und von 1995 bis 1998 als Chefdirigent engagiert.
Ab 1998 arbeitete Albert als freischaffender Dirigent und verfolgte weltweit Gastdirigate und Aufnahmeprojekte.
Werner Andreas Albert lebte zuletzt in Australien und in Deutschland.

## Leistungen
Werner Andreas Albert hat für Classic Production Osnabrück u. a. das orchestrale Gesamtwerk von Erich Wolfgang Korngold und von Paul Hindemith aufgenommen sowie eine umfangreiche Darstellung der Werke von Hans Pfitzner und Siegfried Wagner. Seine zahlreichen Plattenaufnahmen beinhalten vor allem weniger bekannte Komponisten wie Ernst Boehe, Richard Wetz, Benjamin Frankel, Hermann Goetz, Ernst Pepping, Gordon Sherwood oder Robert Volkmann.
Mit nahezu allen Rundfunksinfonie-Orchestern der ARD hat er zahlreiche Konzerte aufgenommen; allein die Anzahl der Einspielungen für den WDR, mit dem er seit über 40 Jahren zusammenarbeitet, liegt bei über 500 Werken.
1975 ermöglichte Werner Andreas Albert als erster deutscher Chefdirigent die Arbeit der Nürnberger Symphoniker unter der Leitung einer Frau, der Dirigentin Hortense von Gelmini.
Werner Andreas Albert war Professor am Meistersinger-Konservatorium Nürnberg bzw. der Hochschule für Musik Nürnberg. 25 Jahre lang, bis 1999, war er künstlerischer Leiter des Bayerischen Landesjugendorchesters und wurde später dessen Ehrendirigent.
An der Universität von Queensland betreute Albert ausgewählte Studenten im Masterstudium.

## Auszeichnungen
- 1990: Bundesverdienstkreuz am Bande
- 1998: Friedrich-Baur-Preis
- 2010: Universität Queensland, Ehrendoktor der Musikwissenschaften[4]
- 2011: Queensland Symphony Orchestra, Conductor Emeritus[5]
- Bundesverdienstkreuz
- Bayerischer Verdienstorden